# Freneuse (Yvelines)
Freneuse è un comune francese di 3 982 abitanti situato nel dipartimento degli Yvelines nella regione dell'Île-de-France.

## Società

### Evoluzione demografica
Abitanti censiti